# 2029年12月20日月食
2029年12月20日月食为一次將在协调世界时2029年12月20日出現的月全食。該次月食半影食分為2.227、全影食分為1.122。偏食維持了107分，全食維持27分。

## 概述
這次月食的食分是5.95，偏食維持了107分，全食維持27分。

## 基本參數
- 類型：月全食
- 食甚資料：
  - 日期：2029年12月20日
  - 時間：22:41
  - 月球位置：赤經5.95度、赤緯23.1度
  - 食分：半影食分：2.227、全影食分：1.122
  - 持續時間：偏食107分、全食27分

## 外部連結
- NASA月食專頁（页面存档备份，存于）（英文）